# Goodyera vitiensis
Goodyera vitiensis là một loài thực vật có hoa trong họ Lan. Loài này được (L.O.Williams) Kores mô tả khoa học đầu tiên năm 1989.